# John Simons
John Hamilton Simons, né le 25 mai 1823 à Waterloo Settlement et mort le 6 mars 1906 à Québec, est un homme d'affaires canadien, fondateur des magasins Simons.

## Biographie

### Jeunesse et famille
Il est le fils aîné de Peter Simons (1785-1869), fabricant de voiles, et de Margaret McNeil (1792-1861). Originaire d'Écosse, la famille s'établit sur une terre près du lac Duchesnay, au nord de Québec, offerte en cadeau à Peter en tant que militaire démobilisé.
Le 2 mai 1849, il épouse Ellen Kelly, une Irlandaise catholique. Ensemble, ils auront une dizaine d'enfants dont Archibald, successeur de John à la tête du commerce familial. Après le décès de sa femme en 1897, il se remarie avec Jane Sangster. Il aura un dernier fils avec elle en 1901, alors qu'il est âgé de 78 ans.

### Carrière

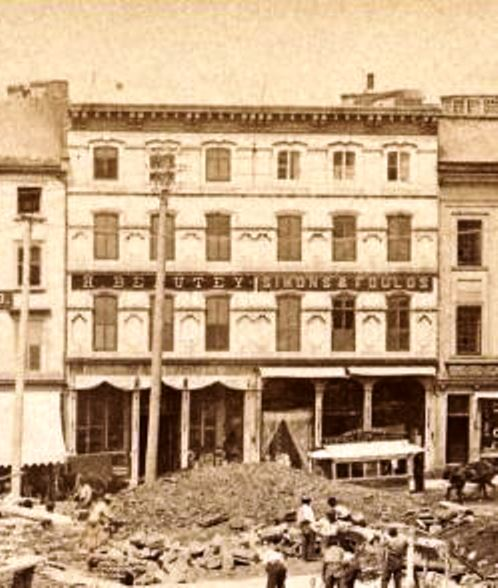
Le magasin Simons de la côte de la Fabrique, en 1895.

La terre familiale n'est pas très fertile et son père Peter perd la vue en raison d'une blessure de guerre, ce qui poussera John à chercher un emploi à Québec. Il commence à travailler en tant que commis au magasin général Lauries. En 1840, alors qu'il n'est âgé que de 17 ans, il ouvre son propre commerce sur la rue Saint-Jean, à l'angle de la rue Sainte-Angèle. Il est associé avec James Orkne. Le commerce se spécialise dans l'importation de textiles depuis les îles Britanniques et le continent européen. Il y voyage régulièrement pour s'approvisionner.
En 1865, il s'associe avec Archibald Foulds. En 1870, la boutique de Simons déménage au 20, côte de la Fabrique, emplacement actuel de la plus vieille succursale des magasins Simons. En 1893, il passe les rênes à son fils Archibald.
Décédé en 1906, il est inhumé au cimetière Mount Hermon.

## Hommages
- La rue John-Simons, à Québec, est nommé en sa mémoire[5].